# Daúd Gazale
Daúd Jared Gazale Álvarez (* 10. August 1984 in Los Álamos) ist ein chilenisch-palästinischer Fußballspieler. Der Stürmer wurde zweimal chilenischer Meister und spielte achtmal für die Nationalmannschaft Chiles.

## Karriere

### Verein
Daúd Gazale spielte in der Jugend des CD Huachipato und wechselte von dort in die Jugend des Deportes Concepción. 2004 gab er sein Debüt beim Zweitligisten, bei dem er in seiner Debütsaison in 20 Ligaspielen drei Tore erzielte. Nach dem Aufstieg wurde Gazale nicht mehr häufig eingesetzt und ging leihweise zu Deportivo Ñublense. Nach seiner Rückkehr zeigte er gute Leistungen und erzielte in der 2008-A in 18 Spielen 10 Tore. Dadurch weckte er das Interesse der großen Klubs aus Chile, aber auch europäische Klubs gaben Angebote für den 1,81 m großen Angreifer ab. Letztlich wechselte Gazale zum CSD Colo-Colo, mit dem er die Meisterschaften der Clausura 2008 und Clausura 2009 feierte. 
2010 verlor er unter dem neuen Trainer Hugo Tocalli den Stammplatz und wurde an seinen Jugendklub Huachipato verliehen. Dort erfüllte er die Erwartungen nicht und kehrte zu Colo-Colo zurück. Bei den Albos spielte Gazale wieder stark auf, verletzte sich jedoch und fiel mehrere Monate aus. Nach eineinhalb Jahren beim CD Universidad Católica spielte Gazale bei Klubs in verschiedenen Ländern, beginnend in Rumänien bei Oțelul Galați, anschließend den Dorados de Sinaloa in Mexiko, den Argentinos Juniors und CA Nueva Chicago aus Argentinien, Audax Italiano in seiner Heimat Chile und Brunei DPMM FC in der S-league. Nie blieb er länger als ein Jahr.
Erst 2018 blieb er bei Hilal al-Quds Club aus Palästina länger. 2019 kehrte Gazale wieder nach Chile zurück, spielte dann in der dritten Liga für Naval, erneut für Deportes Concepción, das mittlerweile auch in der dritten Liga spielte, sowie für General Velásquez, wo er seine Karriere 2022 beendete. Im August 2024 trat er von seinem Rücktritt zurück und unterschrieb einen Vertrag bei Lautaro de Buin in der Segunda División.

### Nationalmannschaft
Für Chile debütierte Daúd Gazale im Juni 2008 beim 2:0-Erfolg im Freundschaftsspiel gegen Guatemala. Neben weiteren Freundschaftsspielen kam er in der WM-Qualifikation beim 3:2-Sieg in Venezuela zum Einsatz. Insgesamt absolvierte Gazale acht Länderspiele. Ein Tor blieb ihm verwehrt.

## Erfolge
Colo-Colo
- Chilenischer Meister: 2008-C, 2009-C

Universidad Católica
- Chilenischer Pokalsieger: 2011

Hilal al-Quds
- Palästinischer Meister: 2018/19